# 古日向彩葉
古日向彩葉（日语：古日向 いろは），日本漫畫家。

## 人物簡介、作品
代表作是在Mag Garden《月刊Comic BLADE》連載的《鬥球少女》（日语：バガタウェイ，2008年11月－2015年6月，全12冊，東立出版社發行）
2017年，在芳文社《Manga Time Kirara Forward》連載原創動畫衍生的同名漫畫《櫻花任務》（全5冊）。

## 相關項目
- 月刊Comic BLADE